# Razzia van Moengotapoe
De razzia van Moengotapoe was een operatie van het Surinaamse Nationale Leger op 3 juni 1986. Een commando-eenheid onder leiding van Arthy Gorré drong het dorp Moengotapoe binnen met het doel om Ronnie Brunswijk te arresteren, een overvaller die een deel van zijn buit verdeelde onder de bevolking. Toen hij niet aangetroffen werd, werden dorpelingen afgetuigd en gearresteerd en huizen in brand gestoken. Deze gebeurtenis vormde de aanstoot tot de oprichting van het Junglecommando en het begin van de Binnenlandse Oorlog.

## Voorafgaand
Ronnie Brunswijk trad kort na de staatsgreep van 1980 toe tot het Nationale Leger en maakte daar een snelle carrière. Legerleider Desi Bouterse zond hem voor een commando-opleiding naar Cuba en nam hem daarna aan als lijfwacht in zijn veiligheidsdienst. Na een conflict met Bouterse werd hij in 1984 ontslagen. Brunswijk werd daarna keukenhulp, magazijnbediende en werkte vervolgens in de goudwinning in de Sarakreek.
Vanaf augustus 1985 waren er terugkerend berichten van overvallen langs de oostelijke route van de Oost-Westverbinding. De overvallen gebeurden vooral na zonsondergang op automobilisten. Ook werden militaire voertuigen overvallen. Kenmerkend was dat er na een overval telkens een lege whiskyfles werd achtergelaten. In het geruchtencircuit doken steeds vaker de namen op van Brunswijk en zijn handlangers Edgar Jankoesoe en Henk Papoto. Brunswijk had toen de bijnaam Kadhafi, maar ook Robin Hood omdat hij een deel van zijn roofbuit als whisky, champagne, kaas en geld royaal uitdeelde aan de -vooral- vrouwelijke bevolking. Uit de bankroof in Moengo betaalde hij medicijnen voor de bevolking, transport van zieken naar Paramaribo en bustochten voor bejaarden.

## Opsporingsbevel
Brunswijk voetbalde in 1985 met het elftal van Inter Moengotapoe tegen een elftal met hooggeplaatste personen uit Paramaribo, met in de spits Jules Wijdenbosch die twee jaar later president werd. Brunswijk werd ook toen al gezocht, maar ongemoeid gelaten. De politie pakte hem later dat jaar wel op en bracht hem over naar Fort Zeelandia. Naast diverse versies over zijn vrijlating, beweerde hijzelf vrij te zijn gekomen met behulp van magisch geweld. In april 1986 was hij de meest gezochte Surinamer voor de politie, terwijl hij in dezelfde maand overleg voerde met hoge militairen. Ook die bescherming verloor hij, bleek uit het opsporingsbericht van commandant Marcel Zeeuw van de militaire politie op 26 april 1986 dat Brunswijk beschreef als gevaarlijk en gewapend.
Het leger had inmiddels een commando-eenheid opgericht die een maandenlange training achter de rug had, toen ze eindelijk een opdracht kregen. Het werd naar Moengotapoe gestuurd, de geboorteplaats van Brunswijk, om hem daar te arresteren. Brunswijk bevond zich daar inderdaad, in gezelschap van journalist Pieter Storms en fotograaf Gerard Wessels van de Nieuwe Revu, maar ze wisten op tijd uit te wijken naar Frans-Guyana. In het leger zaten veel marrons, de bevolkingsgroep waar ook Brunswijk uit afkomstig is, en hij was daarom van tevoren op de hoogte.

## Afrekening tegen de dorpsbevolking
Onder leiding van Arthy Gorré omsingelde de eenheid Moengotapoe in commandostijl en drong het dorp vervolgens binnen om te ontdekken dat Brunswijk er niet meer was. Gorré had toegeleefd naar een succes en was woest. Hij liet een aantal dorpelingen aftuigen, meerdere huizen in brand steken en religieuze relikwieën kapotschieten. Een aantal dorpelingen werd gearresteerd en naar Fort Zeelandia gebracht. De gebeurtenissen werden rondverteld en wakkerden boosheid binnen de marrongemeenschap aan tegen het leger.

## Nasleep
Via de journalisten van de Nieuwe Revu kreeg Brunswijk contact met de naar Nederland vertrokken voormalige vicepremier André Haakmat en andere tegenstanders van het militaire regime. Brunswijk vertrok daarop naar Nederland; de financiële steun voor zijn vliegticket kwam van zijn vader en de journalisten. Storms en Wessels werden op 11 juni 1986 in Suriname opgepakt met de beschuldiging van betrokkenheid bij Brunswijk en op 28 juni weer vrijgelaten.
In Nederland aangekomen werd Brunswijk door Haakmat aangemoedigd om met een guerrillaoorlog het regime omver te werpen. Van het verzet in Nederland was echter de financiële steun klein en de verdeeldheid groot. Het op 1 juli 1986 daartoe opgerichte Junglecommando voerde op 21 juli 1986 aanvallen uit op militaire posten in Albina en Stolkertsijver. Er werden wapens buitgemaakt en twaalf militairen gevangengenomen. Deze dag is de geschiedenis ingegaan als het begin van de Binnenlandse Oorlog.